# Carolina Férez
Carolina Férez Méndez (Sabadell, Barcelona; 26 de junio de 1991), más conocida como Carol Férez, es una futbolista española que ocupa el puesto de centrocampista. Actualmente juega en el Levante Unión Deportiva, equipo de la Primera División Femenina de España. En 2014 fue convocada por primera vez para la selección absoluta femenina de fútbol de España.

## Trayectoria
Carol comenzó a jugar desde muy pequeña en el equipo masculino de su barrio, La Planada del Pintor, en Sabadell, hasta que el F. C. Barcelona la captó con tan solo 12 años.
En 2007 fue fichada por el R. C. D. Espanyol, equipo en el que permanecería durante dos temporadas y conseguiría una Copa de la Reina y dos Copas de Cataluña. En 2009 volvió al club azulgrana donde maduró como futbolista y consiguió un gran número de títulos: 3 Ligas consecutivas, 3 Copas de la Reina y 4 Copas de Cataluña consecutivas.
Durante su trayectoria tanto en el R. C. D. Espanyol como en el F. C. Barcelona, Carol fue convocada en numerosas ocasiones con la selección española sub-19 y la selección catalana femenina.
En 2014, tras una grave lesión que le dejó apartada prácticamente toda la temporada del F. C. Barcelona, fichó por el Valencia C. F. En tan solo una temporada Carol se ha convertido en una de las futbolistas más importantes del conjunto valencianista, tras anotar 13 goles en Liga y 2 en Copa de la Reina. 
Tras su gran temporada con el Valencia C. F., a finales de 2015 volvió a ser convocada con la selección femenina absoluta de fútbol de España para disputar dos partidos amistosos contra China.
El 9 de junio de 2020 alcanza un acuerdo con el Levante Unión Deportiva para las dos próximas temporadas

## Clubes
| Club              | País   | Temporadas |
| ----------------- | ------ | ---------- |
| R. C. D. Espanyol | España | 2007-2009  |
| F. C. Barcelona   | España | 2009-2014  |
| Valencia C. F.    | España | 2014- 2020 |
| Levante U. D.     | España | act.       |

## Palmarés

### Campeonatos nacionales
| Título           | Club              | País   | Año  |
| ---------------- | ----------------- | ------ | ---- |
| Copa de la Reina | R. C. D. Espanyol | España | 2009 |
| Copa de la Reina | F. C. Barcelona   | España | 2011 |
| Liga Española    | F. C. Barcelona   | España | 2012 |
| Liga Española    | F. C. Barcelona   | España | 2013 |
| Copa de la Reina | F. C. Barcelona   | España | 2013 |
| Liga Española    | F. C. Barcelona   | España | 2014 |
| Copa de la Reina | F. C. Barcelona   | España | 2014 |

### Campeonatos regionales
| Título        | Club              | Región   | Año  |
| ------------- | ----------------- | -------- | ---- |
| Copa Cataluña | R. C. D. Espanyol | Cataluña | 2007 |
| Copa Cataluña | R. C. D. Espanyol | Cataluña | 2008 |
| Copa Cataluña | F. C. Barcelona   | Cataluña | 2009 |
| Copa Cataluña | F. C. Barcelona   | Cataluña | 2010 |
| Copa Cataluña | F. C. Barcelona   | Cataluña | 2011 |
| Copa Cataluña | F. C. Barcelona   | Cataluña | 2012 |